# 韋勒姆
韋勒姆（英語：Wareham，讀音/ˈwɛərəm/）是英國多塞特郡的一座市鎮，位於普爾西南方約8英里（13）。

## 歷史
韋勒姆被兩條河流之間的沼澤包圍，但其本身則位於乾地之上，不受洪水影響。這獨特的地貌使它在史前時代即成為理想的居住點。根據一次考古調查，韋勒姆在距今一萬年前已有人類活動，而在當地發現的最古老樓房遺跡被認為是在公元前1500年左右建造。韋勒姆在羅馬時代亦曾有人居住，但現在的市鎮則是由撒克遜人建立的。韋勒姆的名稱 Wareham 被認為是由兩個古英語詞語 wer (河堰) 及 hām (居住地) 或 hamm (被水包圍的草地或牧地) 組合而成。
在撒克遜時期，韋勒姆是王室人員下葬之地。鎮內的聖母瑪利亞教堂被發現是韋塞克斯國王貝奧赫特里克的葬處。另外，978年英格蘭王殉教者愛德華被殺後，亦一度葬於此教堂，後來改葬於沙夫茲貝利修道院。
韋勒姆現存最古老的建築是在公元9世紀建造的土製城牆。該城牆可信是由阿佛列大帝為抵禦丹麥人入侵而建造的。丹麥人在876年入侵韋勒姆，取得贖金後方才離去。他們之後在998年再度入侵，而由卡紐特大帝在1015年率領的第三次丹麥人入侵使韋勒姆成為一片瓦礫。此後每當英格蘭發生內戰時，韋勒姆都在一定程度上成為雙方爭奪之地。
撒克遜時期的韋勒姆經濟發展相當蓬勃。根據當時的市鎮稅收表，王國政府每年向韋勒姆分派1600海德的稅收，是全英格蘭第三高的等級。然而，由於弗羅姆河在此後不斷沖積瘀泥，依賴河道交通的貿易活動漸漸移至更近海的普爾，而韋勒姆本身的碼頭則改作本地貿易用途，直至19世紀當地修建鐵路為止。
由於韋勒姆位處沼澤之間，即使在近代它仍然發展緩慢。相比之下，它附近的城鎮則急速成長。

## 人口
| 宗教信仰 | 百分比 |
| -------- | ------ |
| 佛教     | 0.21   |
| 基督教   | 80.33  |
| 印度教   | 0.0    |
| 猶太教   | 0.07   |
| 伊斯蘭教 | 0.32   |
| 無宗教   | 12.24  |
| 錫克教   | 0.0    |
| 其他宗教 | 0.25   |
| 無回答   | 6.59   |

根據2011年的人口普查，有 5496 人居於韋勒姆，比 2001 年減少了 169 人。韋勒姆居民的 99% 是白人；80.33% 報稱信仰基督教、 12.24% 無宗教，另外 6.59% 的居民沒有透露自己的宗教信仰。韋勒姆是英國年長人口較多的村鎮之一：根據 2010 年的估算，有 30% 以上的韋勒姆居民年齡在 60 歲以上，比英國全國平均值 21% 高。
製造業是最多韋勒姆居民從事的行業，佔所有韋勒姆就業人口的 16.3%。其他較多韋勒姆居民從事的職業包括：車輛維修 (13.5%)、物業租賃與商業活動 (12.2%) 及健康與社會福利行業 (10.5%) 等。

## 友好城市
- 法國 乌什地区孔什

## 主要資料來源
- Pitt Rivers, Michael. . 倫敦: Faber & Faber. 1970 （英语）.
- Davis, Terence.  2nd. dpc. 1997. ISBN 0-948699-62-0 （英语）.
- Ladle, Lilian. . Lady St. Mary Parochial Church Council. 1986. ISBN 0-9511365-0-X （英语）.

## 外部連結
- 韋勒姆市議會 （页面存档备份，存于） （英文）
- 韋勒姆博物館 （页面存档备份，存于） （英文）
- 韋勒姆旅遊資訊 （页面存档备份，存于） （英文）
- 維基導遊對韋勒姆的介紹 （页面存档备份，存于） （英文）